# Филип I (Ханау-Лихтенберг)
Вижте пояснителната страница за други личности с името Филип I.
Филип I фон Ханау-Лихтенберг Стари (на немски: Philipp I von Hanau-Lichtenberg, der Ältere; † 10 май 1480 в Ингвайлер, днес: Ингвилер, Франция) е граф на Ханау и първият граф на Графство Ханау-Лихтенберг (1458 – 1480).

## Биография
Роден е на 8 ноември 1417 година в замък Виндекен (днес в Ниддерау, Хесен). Той е вторият син на имперски граф Райнхард II от графство Ханау (1369 – 1451) и съпругата му Катарина (1407 – 1459), дъщеря на граф Хайнрих II фон Насау-Байлщайн.
Филип е определен за духовническа кариера, но постъпва във войската. По-големият му брат Райнхард III (1412 – 1452) е от 1451 г. граф на Ханау, който умира след една година. Негов наследник е 4-годишният му син Филип „Млади“, който става пълнолетен през 1467 г. През 1458 г. се сключва фамилен договор за подялба на територията на Графство Ханау и Филип Стари получава правото да се ожени, което и прави същата година. Територията на Филип Стари е наречена през 1480 г. „Графство Ханау-Лихтенберг“.

## Фамилия
Филип I се жени на 6 септември 1458 г. в Ханау за Анна фон Лихтенберг (* 25 октомври 1442; † 24 януари 1474), дъщеря на Лудвиг V фон Лихтенберг (1417 – 1474), наследничка на господство Лихтенберг. Двамата имат децата:
- Йохан (1460 – 1473)
- Филип II (1462 – 1504), граф на Ханау-Лихтенберг, 1480 г. женен за Анна фон Изенбург-Бюдинген (1460 – 1522)
- Маргарета (1463 – 1504), омъжена 1484 г. за граф Адолф III фон Насау-Висбаден-Идщайн (1443 – 1511)
- Лудвиг фон Ханау-Лихтенберг (1464 – 1484), умира в Тренто след поклонение в Йерусалим
- Анна († 1491), монахиня в манастир Мариенборн
- Дитер (1468 – 1473)
- Албрехт (1474 – 1491)

Освен това Филип има най-малко една извънбрачна връзка и има децата:
- Йохан фон Ханау-Лихтенберг (споменат 1463), духовник
- Райнхард Ханауер (споменат 1512), пропст в Нойвайлер